# Regret
"Regret" é uma canção da banda inglesa de rock alternativo New Order. Lançada em abril de 1993, foi o primeiro single lançado do álbum Republic. Stephen Hague é creditado como produtor e como co-roteirista. Foi também o primeiro single lançado pela London Records após o colapso da Factory Records.
O single foi comercializado em uma variedade de formatos em todo o mundo. O lado B diferiram em várias versões, mas todas eram remixes de "Regret", incluindo "Fire Island Mix" e "Junior Dub" por Pete Heller e Terry Farley e vários remixes por Sabres of Paradise. Peter Care dirigiu o videoclipe para a canção. O vídeo aparece no VHS promocional "Regret" bem como em uma coleção de DVD. Em 2010, a Pitchfork Media incluiu a canção na posição número 34 em seu Top 200 de faixas dos anos 90.
A banda filmou uma performance da canção para o programa musical Top of the Pops na mesma praia onde o seriado Baywatch foi filmado, junto com David Hasselhoff e outros. A canção foi regravada pela banda de rock americana The Get Up Kids e aparece em seu álbum de compilação de 2001, Eudora. A canção também foi regravada pela banda grega de synthpop Marsheaux em seu álbum Peekaboo (2006). O vídeo de "Regret" aparece no jogo de PSP Lumines II.

## Presença em Olho no Olho Internacional (Brasil)
A canção esteve incluída na trilha sonora internacional da novela "Olho no Olho" de Antonio Calmon, exibida pela Rede Globo entre 1993/1994. Na trama a canção foi tema no personagem "Alef", interpretado por Felipe Folgosi.

Reprodução do álbum "Olho no Olho Internacional", lançado pela Somlivre, pela exibição da novela, onde a canção Regret esteve incluída.

## Desempenho em tabelas musicais
A música alcançou a #4 colocação no UK Singles Chart, sendo a última vez que a banda teve um hit Top 5 no Reino Unido. "Regret" também alcançou a posição #28 na Billboard Hot 100, tornando-se assim o single de melhor desempenho nos Estados Unidos.  A canção também apareceu em vários outros gráficos dos Estados Unidos, incluindo a primeira colocação nas tabelas Hot Dance Club Play e Modern Rock Tracks.
| Tabelas (1993)                       | Posição |
| ------------------------------------ | ------- |
| Australia ARIA Singles Chart         | 26      |
| German Media Control Singles Chart   | 39      |
| Irish Singles Chart                  | 5       |
| New Zealand RIANZ Singles Chart      | 30      |
| UK Singles Chart                     | 4       |
| US Billboard Hot 100                 | 28      |
| US Billboard Hot Dance Club Play     | 1       |
| US Billboard Hot Dance Singles Sales | 3       |
| US Billboard Modern Rock Tracks      | 1       |
| US Billboard Top 40 Mainstream       | 7       |

### Sucessões
| Precedido por "Pressure Us" por Sunscreem                                          | Hot Dance Club Play Single número 1 17 de junho de 1993 (1 semana)                                                            | Sucedido por "Phorever People" por The Shamen                                  |
| Precedido por "I Feel You" por Depeche Mode "Walking in My Shoes" por Depeche Mode | Modern Rock Tracks Single número 1 1 de maio de 1993 - 8 de maio de 1993 22 de maio de 1993 - 12 de junho de 1993 (6 semanas) | Sucedido por "Walking in My Shoes" por Depeche Mode "Pets" por Porno for Pyros |